# Johannes von Nepomuk Franz Xaver Gistel
Johannes Gistel, de son nom de baptême Johannes von Nepomuk Franz Xaver, est un naturaliste et universitaire bavarois, né le 11 août 1809 et mort en 1873 (ou 1874).

## Carrière
Johannes Gistel poursuit des études de médecine. Il est doctor philosophiæ et professeur d'histoire naturelle et de géographie. Il est récipiendaire de la médaille d'or du royaume de Prusse des Arts et des Sciences, conservateur du département des Mollusques au muséum royal de Munich, membre de la Réunion des naturalistes et des médecins allemands (Reunion deutscher Naturforscher und Ärtze) et de vingt-quatre autres sociétés.
Il est l'auteur entre autres d'ouvrages en entomologie tels que Die jetzt lebenden Entomologen, Kerffreunde und kerfsammler Europa’s und der übrigen Continente (1836) et d'une biographie de Carl von Linné, publiée en 1873.
Il est aussi l'auteur de descriptions d'espèces de reptiles et d'amphibiens, ainsi que de mollusques.
Il vécut à Munich. Ses collections se trouvent aujourd'hui au musée zoologique de Munich.

## Descriptions en entomologie
On lui doit entre autres la description de la tribu Sitonini (Curculionidae), du genre Hiperantha (1834) et de nombre d'espèces (notamment du genre Philonthus).

## Quelques publications
- Carolus linnaeus. Ein Lebensbild, Francfort, 1873
- Plenoma zu den Mysterien der europäischen Insektenwelt mit einem systematischen Verzeichnis der Schmetterlinge und Käfer Europa's, Straubing, 1856
- Vacuna; oder, die Geheimnisse aus der organischen und leblosen Welt, 1856
- Die Naturforscher diess- und jenseits der Oceane. Reise- und Correspondenz- Handbuch für Geologen, Geognosten, und Mineralogen, Botaniker, Zoologen..., Straubing, 1856
- Lexikon der entomologischen Welt, der carcinologischen und arachnologischen. Adressenbuch der lebenden Entomologen und Entomophilen etc.; der Carcinologen und Arachnologen sammt ihren Schriften, dann der Naturforscher-Akademien und deren Verhandlungen, der zoologischen Ephemeriden, Bibliographien, Biographien und Real-Wörterbücher, der öffentlichen und Privat-Sammlungen der Welt, der Schriften über Sammlungs- und Aufbewahrungsweise der Gliederthiere, mit doppelten Registern und einer Aufzählung aller entomologischen, carcinologischen und arachnologischen Schriftsteller von Aristoteles an bis zur Gegenwart, Stuttgart, Schweizerbart, 1846